# Dirk Schneider (Politiker)
Dirk Schneider (* 21. April 1939 in Rostock; † 3. November 2002 in Berlin) war ein deutscher Politiker (Die Grünen und PDS). Er war fast zehn Jahre lang Agent der DDR-Staatssicherheit.

## Leben
Schneider studierte Publizistik an der Freien Universität Berlin. Nach der Erschießung Benno Ohnesorgs bei der Demonstration am 2. Juni 1967 in West-Berlin engagierte er sich u. a. im „Komitee für Öffentlichkeitsarbeit“. Er war federführend bei den linksradikalen Zeitungsprojekten Agit 883 und Radikal.
Nach basisorientierter Stadtteilarbeit in Berlin-Kreuzberg Anfang bis Mitte der 1970er Jahre war er 1978 Gründungsmitglied und danach mehrere Jahre einer der Sprecher der Alternativen Liste (AL) in Berlin. 1979 wurde er auch Mitglied der Grünen. In den Jahren 1979 bis 1981 war er Vorsitzender der AL-Fraktion in der Bezirksverordnetenversammlung Berlin-Kreuzberg.

## Bundespolitik
Schneider wurde von der Alternativen Liste im Januar 1983 als Kandidat für die Bundestagswahl 1983 aufgestellt. Wegen des besonderen Status von West-Berlin wurde er anschließend vom Abgeordnetenhaus, entsprechend dem Vorschlag der AL-Fraktion, in den Bundestag gewählt. Wie die anderen Berliner Bundestagsabgeordneten war er nicht voll stimmberechtigt. Da die Grünen und die AL damals das sogenannte Rotationsprinzip anwendeten, räumte er bereits 1985 nach der ersten Hälfte der Legislaturperiode seinen Platz für Christian Ströbele (ebenfalls AL Berlin).
Zeitweise war Schneider der deutschlandpolitische Sprecher der Grünen Bundestagsfraktion, 1983 unterzeichnete er zusammen mit Petra Kelly, Otto Schily, Gert Bastian, Antje Vollmer und Lukas Beckmann einen „persönlichen Friedensvertrag“ mit Erich Honecker während eines Besuchs dieser Grünen-Delegation in Ostberlin. Unter seinem Einfluss rückte der Schwerpunkt der Grünen in der Deutschlandpolitik von der Pflege von Beziehungen zur DDR-Opposition zu einer teilweisen Identifikation mit Positionen des DDR-Regimes, beispielsweise der Übernahme der Geraer Forderungen Erich Honeckers. Schneider bezeichnete Petra Kelly und Lukas Beckmann, die mit der Friedensbewegung der DDR sympathisierten, in der Fraktion als „politikunfähig“. Joschka Fischer prägte bereits 1983 die dann weiter in der Fraktion für ihn benutze Bezeichnung, er sei die „Ständige Vertretung der DDR bei den Grünen“ oder „ständiger Vertreter der SED bei der grünen Bundestagsfraktion“.
Im August 1984 gab er eine Presseerklärung heraus, dass eine Politik der Deutschen Wiedervereinigung nach westdeutschen Vorstellungen friedensbedrohend sei. Schneider bezeichnete 1984 als Mitglied im Ausschuss für innerdeutsche Beziehungen DDR-Ausreisewillige als „Luxusflüchtlinge“. Zu seinen Unterstützern eines Kurswechsels in der Partei zählten Annemarie Borgmann und Antje Vollmer, mit der er im November 1984 Honecker besuchte.
Im Juli 1990 während des Prozesses der Deutschen Wiedervereinigung wechselte er von der Alternativen Liste, die mittlerweile der Berliner Landesverband der Grünen war, zur PDS.

## Agent der DDR
Im Oktober 1991 wurde Schneider von ehemaligen DDR-Oppositionellen als früherer Informant des Ministeriums für Staatssicherheit (Deckname IM Ludwig) enttarnt. Er hatte in diesem Zusammenhang auch Geldzuwendungen erhalten. Schneider legte daraufhin sein Mandat für die PDS im Berliner Abgeordnetenhaus nieder. 1996 trat er aus der PDS aus. Die Staatsanwaltschaft stellte 1996 das Verfahren gegen ihn endgültig ein, da ihm zu dem Zeitpunkt keine geheimdienstliche Tätigkeit nachzuweisen war. Erst durch neue Aktenfunde 1998 wurde das Ausmaß seiner Berichterstattung über interne Vorgänge bei den Grünen deutlich. Sein Kontakt mit der DDR-Staatssicherheit hatte bereits seit 1975 bestanden.
Die Historiker Jens Gieseke und Andrea Bahr ermittelten in einer von der Partei Bündnis 90/Die Grünen in Auftrag gegebenen Studie (2016), dass es insgesamt rund 15 bis 20 Informanten gab, die zumindest zeitweilig Nachrichten aus dem Inneren des Parteilebens lieferten, die über die öffentliche Berichterstattung hinausgingen und für die DDR-Interessen von besonderem Belang waren.